# Eduard Virgo
Eduard Virgo, född 16 oktober 1878 i Päide, Rakvere socken, Virland; död 28 april 1938 i Tallinn, var en estländsk diplomat.
Virgo studerade i Paris och var länge verksam som medarbetare i radikala tidningar i Estland. Som chefredaktör för tidningen "Sõnumed" (Underrättelser) utvisad 1907, levde han utomlands till 1909 och sysslade bland annat med översättning av svensk litteratur (till exempel August Strindberg) till ryska. 
Efter återkomsten till hemlandet var Virgo medarbetare i tidningarna "Päevaleht" och "Postimees". Han utsågs 1917 tillsammans med Jaan Tõnisson till provisoriska lantdagens förste representant i utlandet och 1918 till medlem av den delegation, som hade i uppdrag att i London, Paris och Rom söka utverka erkännande av Estlands självständighet. 
Virgo var oktober 1918 till december 1919 diplomatisk representant i Rom och därjämte 1919 medlem av estländska delegationen vid fredskonferensen i Paris. Han fungerade som sekreterare vid fredskonferensen i Tartu 1920, tjänstgjorde en tid som tillförordnad kabinettssekreterare och chef för politiska avdelningen i utrikesministeriet och blev 1921 chargé d'affaires i Stockholm, Oslo och Köpenhamn.